# کارل مالدن
کارل مالدن (به انگلیسی: Karl Malden) با نام تولد ملادن جورج سکولوویچ (به انگلیسی: Mladen George Sekulovich) (۲۲ مارس ۱۹۱۲ – ۱ ژوئیه ۲۰۰۹) بازیگر مشهور آمریکایی سینمای هالیوود، برنده جایزه اسکار و رئیس دوره‌ای آکادمی علوم و هنرهای تصاویر متحرک بود.

## زندگی‌نامه
کارل مالدن دارای معیارهای زیبایی هالیوود نبود؛ داشتن یک بینی شکسته، گواهی بر این مدعا به‌شمار می‌آمد.
بازی در نقش مأمور پلیسی به نام «مایک استون» در دههٔ ۷۰ میلادی، در مجموعه تلویزیونی خیابان‌های سان‌فرانسیسکو در کنار مایکل داگلاس، شهرت جهانی برای کارل مالدن به همراه آورد. بسیاری از بازی‌های به یاد ماندنی او در نقش مکمل بوده‌است. از آن‌جمله می‌توان به فیلم اتوبوسی به نام هوس اشاره کرد که در سال ۱۹۵۲ میلادی، جایزه اسکار بهترین بازیگر نقش مکمل مرد را برایش به ارمغان آورد.
کارل مالدن، از سال ۱۹۸۹ تا سال ۱۹۹۲ ریاست دوره‌ای آکادمی علوم و هنرهای تصاویر متحرک را برعهده داشت. پرنده‌باز آلکاتراز، چگونه غرب تسخیر شد، بچه سینسیناتی، در بارانداز، دیوانه و پاتون از جمله مشهورترین فیلم‌های کارل مالدن به‌شمار می‌روند.

## زندگی خصوصی
کارل مالدن در سال ۱۹۳۸ میلادی، با مونا گرین‌برگ، دیگر هنرپیشهٔ هالیوود ازدواج کرد و ازدواج این دو جزو یکی از پر دوام‌ترین ازدواج‌های هالیوود قرار گرفت.